# Corythalia bicincta
Corythalia bicincta là một loài nhện trong họ Salticidae.
Loài này thuộc chi Corythalia. Corythalia bicincta được Alexander Petrunkevitch miêu tả năm 1925.